# Manoir du Petit Rulliac
Le manoir du Petit Rulliac est situé à Saint-Avé en France.

## Localisation
Le manoir est situé sur le territoire de la commune de Saint-Avé, au lieu-dit le Petit Rulliac, dans le département du Morbihan en région Bretagne.

## Description
Le manoir date du XVIe siècle, plan massé, édifice construit en moellon sans chaîne en pierre de taille de granite, un étage carré, une pièce par étage. Toiture à longs pans recouverte d'ardoises, pignons couvert et découvert.

## Historique
Le logis principal ouest date du début du XVIe siècle. Tour d'escalier postérieure existant en 1844 disparue (trace visible : porte haute sur l'élévation nord). Partie ouest du logis abaissée d'un étage, fenêtre au rez-de-chaussée du logis ouest transformée en porte. Logis est en alignement sans étage daté 1701, transformé en étable au XXe siècle, puis remanié vers 1980 (façade). Escalier en pierre extérieur, perpendiculaire à la façade, signalé sur le cadastre de 1844, détruit.
Le manoir est inscrit à l'inventaire général du patrimoine culturel en 1970.